# ثابتة غيلفوند–شنايدر
ثابتة غيلفوند–شنايدر أو عدد هيلبرت هي
{\displaystyle 2^{\sqrt {2}}=2.6651441426902251886502972498731\ldots }
برهن راديون كوزمين في عام 1930 أن هاته الثابتة عدد متسام. في عام 1934، برهن ألكسندر غيلفوند على مبرهنة أخرى أكثر عمومية في هذا الاتجاه وهي مبرهنة غيلفوند-شنايدر. والتي حلحلت جزءا من معضلة هيلبرت السابعة المتحَدَث عنها أسفله.